# Het winkeltje aan het corso
Het winkeltje aan het corso (Slowaaks: Obchod na korze) is een Tsjecho-Slowaakse dramafilm onder regie van Ján Kadár en Elmar Klos. De film won in 1965 de Oscar voor beste buitenlandse film.

## Verhaal
In 1942 ten tijde van de Eerste Slowaakse Republiek krijgt de arme meubelmaker Tóno Brtko de opdracht van zijn zwager Markuš Kolkotský om een Joods winkeltje over te nemen, dat in het bezit is van de dove en seniele weduwe Rozália Lautmannová. Tóno ontdekt echter spoedig dat de zaak failliet is en louter kan voortbestaan door de financiële steun, die de vrouw ontvangt van de Joodse gemeenschap. Tóno raakt bevriend met de weduwe, helpt haar in de zaak en herstelt haar meubelen. Wanneer de Joden door de fascisten worden uitgewezen, besluit Tóno om haar te helpen. Zij sterft echter door de opwinding en Tóno pleegt zelfmoord uit schuldgevoel.

## Rolverdeling
| Acteur            | Personage           |
| ----------------- | ------------------- |
| Ida Kaminska      | Rozália Lautmannová |
| Jozef Kroner      | Tóno Brtko          |
| Hana Slivková     | Evelína Brtková     |
| Martin Hollý      | Imrich Kuchár       |
| Adám Matejka      | Piti                |
| František Zvarík  | Markuš Kolkotský    |
| Mikuláš Ladžinský | Marian Peter        |
| Martin Gregor     | Katz                |
| Alojz Kramár      | Balko               |
| Gita Mišurová     | Andoricová          |
| František Papp    | Andoric             |
| Elena Zvaríková   | Ružena Kolkotská    |
| Tibor Vadaš       | Tabakshandelaar     |
| Eugen Senaj       | Blau                |
| Luise Grossová    | Eliášová            |